# Al Jib
Al Jib ou al-Jib, en arabe : الجيب, est un village du gouvernorat de Jérusalem en Palestine. Il est situé à dix kilomètres au nord-ouest de Jérusalem en Cisjordanie.
Selon le recensement du bureau central palestinien des statistiques, la localité compte une population de 3 862 habitants en 2017.